# Ганнес Гафстейн
Ганнес Турдур П'єтарссон Гафстейн (ісл. Hannes Þórður Pétursson Hafstein; 4 грудня 1861 — 13 грудня 1922) — ісландський поет, державний і політичний діяч, міністр у справах Ісландії у складі данського уряду, який обійняв посаду після надання Ісландії самоврядування, через що вважається першим прем'єр-міністром Ісландії.

## Життєпис
Вищу освіту здобув, закінчивши юридичний факультет Копенгагенського університету. Після цього працював на багатьох державних посадах. Як високопоставлений чиновник в Ісафіордюрі 1889 року опинився біля витоків тріскової війни.
У 1900⁣ — ⁣1901, 1903⁣ — ⁣1915 і 1916⁣ — ⁣1922 роках обирався до альтингу, а 1912 — був його головою. 1904 року став першим ісландцем, призначеним на посаду міністра у справах Ісландії в складі данського уряду (фактично — прем'єр-міністра Ісландії, що здійснював свою діяльність безпосередньо у Рейк'явіку).
Від 1909 до 1912 та від 1914 року був президентом першого Банку Ісландії. 1917 року за станом здоров'я припинив активну політичну діяльність, хоч і залишався членом альтингу до 1920 року.
Окрім політики, займався поезією та видавничою діяльністю. Зокрема, випустив збірки ісландських поетів Йонаса Гатльґрімссона та Г'яульмаре з Боули зі своєю передмовою.